# ناحیه راوما
ناحیه راوما از سال ۲۰۰۹ زیرمجموعه ساتاکونتا و یکی از ناحیه‌ها در فنلاند است.

## شهرداری‌ها
- یورو
- اوراجوکی
- راوما
- ساکیلا